# Theodosius Mar Thoma

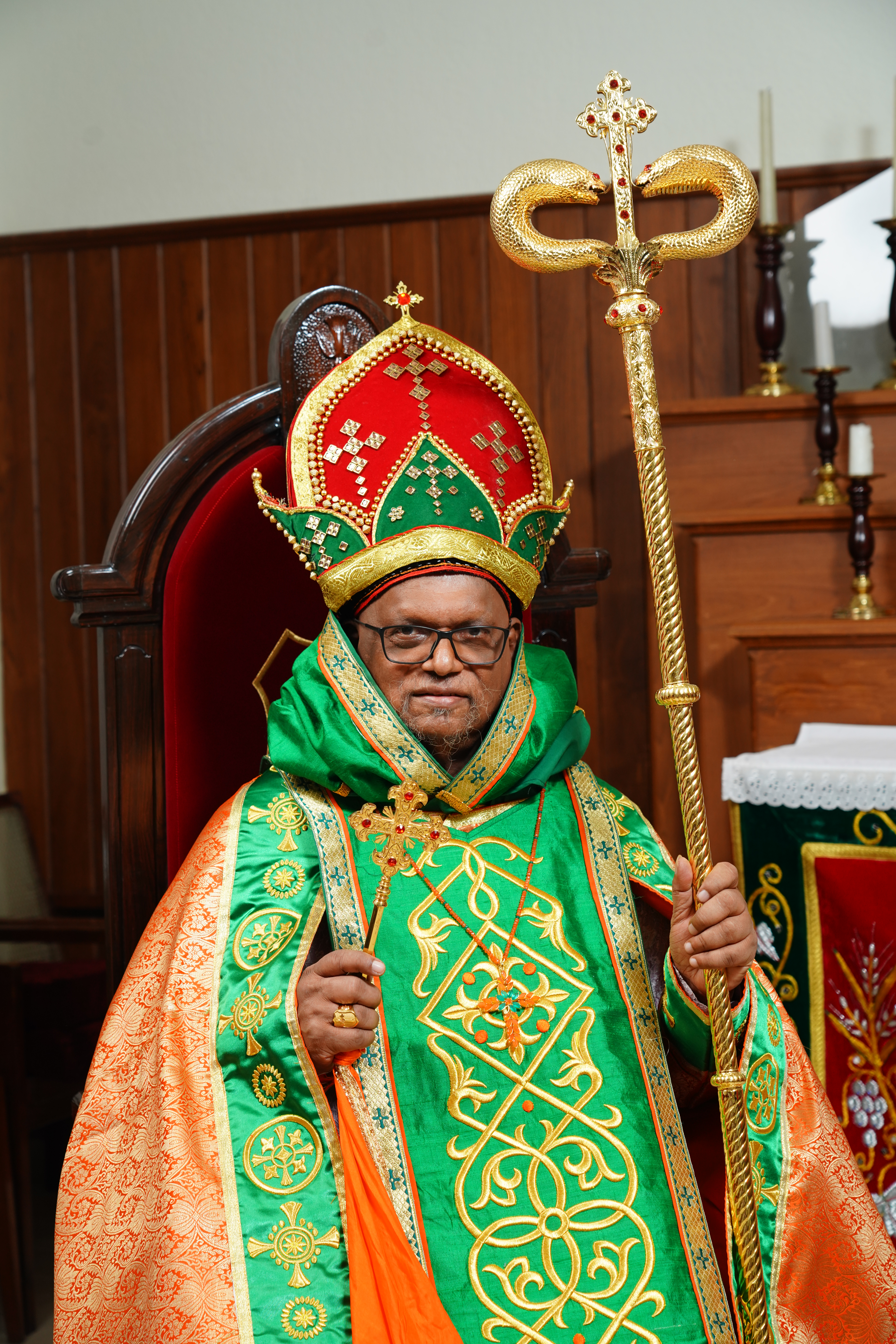
Theodosius Mar Thoma (2021)

Theodosius Mar Thoma (* 19. Februar 1949) ist seit 2020 Kirchenoberhaupt (Metropolit) der Mar-Thoma-Kirche in Indien.

## Biografie
Geevarghese Mar Theodosius, so sein Geburtsname, ist ein Sohn von Ashtamudi Kizhakkechakkalayil Dr. K J Chacko und Simoni (Mariamma) Chacko. Er begann seine Ausbildung 1966 am Baselious College in Kottayam und wechselte 1969 zum Mar Thoma College in Thiruvalla. Anschließend studierte er am methodistischen Leonard Theological College in Jabalpur (Madhya Pradesh). Auf die Diakonenweihe am 24. Juni 1972 folgte die Weihe zum Priester (Kasessa) am 24. Februar 1973. Seitdem war an verschiedenen Orten in der Pfarrseelsorge tätig: Mumbai (Santacruz), Kalkutta, Rochester in den Vereinigten Staaten und Calicut (St. Pauls). Daneben setzte er seine Studien fort: 1979/80 studierte Geevarghese Mar Theodosius Vergleichende Religionswissenschaft an der Viswa Bharathi University in Shanthinikethan. Von 1980 bis 1986 folgte ein Auslandsstudium an der McMaster University im kanadischen Hamilton, das er mit der Promotion abschloss. Er war der erste Direktor des Thomas Mar Athanasius Orientation Centre in Manganam.
Am 9. Dezember 1989 erfolgte die Bischofsweihe; Geevarghese Mar Theodosius war zunächst Bischof von Madras und leitete in den folgenden Jahren verschiedene Diözesen seiner Kirche: Kunnamkulam-Malabar, Thiruvananthapuram-Kollam, Chennai-Bangalore, Malaysia-Australien-Singapur-Neuseeland, Nordamerika-Europa. Zuletzt war er Bischof der Diözese Mumbai, verbunden mit zwei kleineren Diözesen Niranam–Maramon, und Ranni–Nilackel. Am 12. Juli 2020 beauftragte ihn der Metropolit Joseph Mar Thoma mit der interimistischen Kirchenleitung als Suffragan-Metropolit; Joseph Mar Thoma verstarb am 18. Oktober des gleichen Jahres im 90. Lebensjahr.
Die Amtseinführung von Geevarghese Mar Theodosius als 22. Metropoliten seiner Kirche erfolgte am 14. November 2020; hierbei nahm er den Namen Theodosios Mar Thoma an. Die Zeremonie fand im Dr. Alexander Mar Thoma Valiya Metropolitan Smaraka Auditorium in Thiruvalla statt. Dabei wirkte Cyril Mar Basilius I., Kirchenoberhaupt der Unabhängigen Syrischen Kirche von Malabar mit, zu der die Mar-Thoma-Kirche gute Beziehungen pflegt. Unter den Gratulanten waren Kardinal George Alencherry, der syro-malabarische Großerzbischof, Kardinal Isaac Mar Baselios Cleemis, der syro-malankarische Großerzbischof, Baselios Marthoma Paulose II., der Katholikos der Indisch-orthodoxen Kirche, sowie Bischof P. C. Singh, Moderator der Church of North India und derzeitiger Präsident des Indischen Nationalen Kirchenrates. Unter den Persönlichkeiten aus der Politik, die dem neuen Metropoliten gratulierten, war Pallath Joseph Kurien, ehemaliger stellvertretender Vorsitzender des indischen Oberhauses.